# ОШ „Карађорђе” Чукарица
Oсновна школа "Карађорђе" једна је од основних школа на Чукарици. Налази се  у улици Вука Караџића 11 у Остружници. Основна школа у Остружници једна је од најстаријих основних школа у Србији, основана 1805. године. Школа се налази у центру насеља Остружница на 12 километара од Београда и на 16 километара од ушћа Саве у Дунав. Некада је била матична школа за сва оближња места.

## Име школе
Школа носи име по вођи Првог српског устанка, Ђорђу Петровићу - Карађорђу, који је заједно са осталим војводама подржао оснивање ове школе на првој парламентарној скупштини у Остружници, 1804. године.

## Историјат
Контрактом од стране кметова и кнежева-устаника убрзо после одржавања Прве парламентарне скупштине у Остружници, 1804. године, основна је школа у Остружници 16. јула 1805. године при старој цркви брвнари. Старе цркве-брвнаре више нема, школа је пре више од 150 година пресељена на место на којем се и данас налази, у улицу Вука Караџића. 
Прва школска зграда, пише Јоаким Вујић, подигнута је у периоду 1805. – 1813. године, друга 1814, а дограђивање исте вршено је 1826. године. Трећа школска зграда подигнута је 1903. године. Постојећа зграда проширена 1959. и 1962. године. Школа никад није мењала име.
Међу првим ђацима били су Карађорђев син Алекса, пасторак Миленка Стојковића Николча Карапанџић, Радован Дољанчевић, Јовица Миловановић, Лазар Поповић, Максим Ранковић, Иван и Младен Стојковић.
Наредних година, све до слома устанка 1813. године, али и касније, ученици школе били су и Петровићи, Станковићи, Талићи, Сушићи, Остојићи, Живаљевићи... све потомци старих устаничких породица које и данас насељавају Остружницу. Деца из тих породица и данас су ученици ОШ „Карађорђе“.

## Школа данас
Школа има осам учионица и кабинет за информатику. Наставу у две смене похађа 330 ученика. Страни језици који се уче у школи су енглески и немачки језик.
На основу испитивања Завода за вредновање квалитета образовања и васпитања 2012. године, школа је уврштене у 50. најбољих школа у Србији.
Пре четири године школа је, према пројекту ДИЛС Министарства просвете „идентификована као једна од најбољих школа у Србији".

## Jубилеј - 210 година ОШ Карађорђе
Свечаном приредбом 18.05.2015. Oсновна школа "Карађорђе" у Остружници обележила је јубилеј - 210 година од оснивања. На свечаној приредби поводом јубилеја испред Српске православне цркве, присутне је у име Његове Светости Патријарха српског Иринеја поздравио и благословио Епископ топлички aрхимандрит Арсеније.

## Монографија ОШ „Карађорђе"
Промоција монографије „Остружничка ОШ „Карађорђе 1805-2015" одржана је 8.октобра 2015. у Културном центру „Чукарица". Аутор монографије Радомир Ј. Поповић, настојао је да према савременим начелима историјских истраживања, прикаже развој школе од оснивања до данас, када школа обележава 210 година постојања.